# Castel Baronia
Castel Baronia é uma comuna italiana da região da Campania, província de Avellino, com cerca de 1.233 habitantes. Estende-se por uma área de 15 km², tendo uma densidade populacional de 82 hab/km². Faz fronteira com Carife, Flumeri, San Nicola Baronia, Sturno, Trevico.

## Demografia
| Variação demográfica do município entre 1861 e 2011                               |
|                                                                                   |
| Fonte: Istituto Nazionale di Statistica (ISTAT) - Elaboração gráfica da Wikipedia |